# João Carlos Barros Lopes
João Carlos Barros Lopes (Campo Erê, 21 giugno 2001) è un calciatore brasiliano, attaccante del Criciúma.

## Carriera
Ha iniziato a giocare a calcio nelle giovanili del Brusque, per poi passare al Vasco da Gama nel 2017 ed al Criciúma nel 2019. Ha debuttato in prima squadra il 22 gennaio 2020 nell'incontro del Campionato Catarinense vinto 2-1 contro il Concórdia ed ha segnato il suo primo gol quattro giorni più tardi contro la Juventus-SC.
Nel 2022 è stato ceduto in prestito per una stagione al Marcílio Dias dove ha disputato il campionato statale e la Série D 2022. Rientrato al Criciúma, nel frattempo promosso in Série B, ha giocato principalmente da subentrante ed al termine della stagione ha ottenuto con il club la promozione in Série A.

## Statistiche

### Presenze e reti nei club
Statistiche aggiornate al 19 agosto 2024.
| Stagione        | Squadra         | Campionato      | Campionato | Campionato | Coppe nazionali | Coppe nazionali | Coppe nazionali | Coppe continentali | Coppe continentali | Coppe continentali | Altre coppe | Altre coppe | Altre coppe | Totale | Totale | Totale |
| Stagione        | Squadra         | Comp            | Pres       | Reti       | Comp            | Pres            | Reti            | Comp               | Pres               | Reti               | Comp        | Pres        | Reti        | Pres   | Reti   |        |
| --------------- | --------------- | --------------- | ---------- | ---------- | --------------- | --------------- | --------------- | ------------------ | ------------------ | ------------------ | ----------- | ----------- | ----------- | ------ | ------ | ------ |
| 2020            | Criciúma        | PD/SC+C         | 11+6       | 1+0        | CB              | 0               | 0               |                    | -                  | -                  |             | -           | -           | 17     | 1      |        |
| 2021            | Criciúma        | PD/SC+C         | 8+2        | 1+0        | CB              | 2               | 0               |                    | -                  | -                  | CSC         | 4           | 0           | 16     | 1      |        |
| 2022            | Marcílio Dias   | PD/SC+D         | 2+14       | 0+1        | CB              | 0               | 0               |                    | -                  | -                  | CSC         | 13          | 3           | 29     | 4      |        |
| 2023            | Criciúma        | PD/SC+B         | 13+16      | 1+0        | CB              | 1               | 0               |                    | -                  | -                  |             | -           | -           | 30     | 1      |        |
| 2024            | Criciúma        | PD/SC+A         | 11+5       | 1+0        | CB              | 2               | 0               |                    | -                  | -                  | RC          | 1           | 0           | 19     | 1      |        |
| Totale carriera | Totale carriera | Totale carriera | 88         | 5          |                 | 5               | 0               |                    | -                  | -                  |             | 18          | 3           | 111    | 8      |        |

## Palmarès

### Club

#### Competizioni statali
- Copa Santa Catarina: 1

Marcílio Dias: 2022
- Campionato Catarinense: 2

Criciúma: 2023, 2024
- Recopa Catarinense: 1

Criciúma: 2024